# Koksilah
Koksilah, pleme Cowichan Indijanaca u dolini Cowichan na istočnoj obali otoka Vancouver nasuprot otoka Admiral Island u kanadskoj provinciji Britanska Kolumbija. Populacija im je 1904. iznosila svega 12. Potomaka vjerojatno imaju na rezervatu Koksilah Indian Reserve.

## Vanjske poveznice
- Cowichan Tribes  Arhivirana inačica izvorne stranice od 8. lipnja 2008. (Wayback Machine)
- Indian Tribeal History  Arhivirana inačica izvorne stranice od 10. listopada 2007. (Wayback Machine)